# Rio Mzimkulwana
Rio Mzimkulwana é um rio da África do Sul.